# Félix Rabbe
Pour les articles homonymes, voir Rabbe.
Œuvres principales
Shelley : sa vie et ses œuvres
Félix Théodore Rabbe, né le 11 juin 1834 à Auxonne (Côte d'Or) et décédé le 17 janvier 1900 dans le 6e arrondissement de Paris, est un enseignant, littérateur et traducteur français. 
Il est surtout connu pour avoir été le premier traducteur en français de l'ensemble des œuvres poétiques de Shelley, après les traductions pionnières de Tola Dorian.

## Biographie
Licencié ès-lettres, professeur de rhétorique au lycée,, Rabbe se fait connaître en tant qu'écrivain et auteur de traductions de l'anglais et du grec.
Avant ses premières traductions dans les années 1880, il commence dans la carrière littéraire par des études d'ordre philosophique à travers la figure de deux religieux : l'abbé Simon Foucher, chanoine de la Sainte-Chapelle de Dijon, en 1867 et Hyacinthe Loyson en 1869, année de la rupture de ce dernier avec Rome et de son excommunication. Cet intérêt pour les questions philosophiques le conduit également à consacrer un article à Sir William Hamilton édité dans la Revue contemporaine. De même, il fait en 1869 un compte rendu du Problème du mal d'Ernest Naville pour la Revue de l’instruction publique de la littérature et des sciences en France et dans les pays étrangers, dans lequel il signale la parution des Chants de Maldoror de Lautréamont.
Il est le premier traducteur des œuvres poétiques complètes de Shelley, éditées en trois tomes entre 1885 et 1887. Dédiée à William Michael Rossetti, cette entreprise s'appuie probablement sur l'édition de 1878 des œuvres de Shelley. Contrairement à Tola Dorian, Rabbe opte pour la traduction en prose. Pour assurer la publicité de ces trois volumes, il complète leur parution avec la publication en 1887 de Shelley : sa vie et ses œuvres, une biographie qui s'appuie sur les correspondances et les notes de Shelley, de sa famille et de ses amis. Le premier volume comprend Laon et Cythna de préférence à la version finale, La Révolte de l'Islam.
En 1887, il fait également paraître la traduction de Terre d'Irlande de George Moore et des Derniers contes d'Edgar Allan Poe, qui comprennent des contes et essais : Le duc de l'Omelette, Le mille et deuxième conte de Schéharazade, Mellonta Tauta, Comment s'écrit un article à la Blackwood, La filouterie considérée comme science exacte, L'homme d'affaires, L'ensevelissement prématuré, Bon-Bon, La Cryptographie, Du principe poétique et Quelques secrets de la prison du magazine, pour l'essentiel alors encore inédits.
En 1889, il publie le théâtre de Marlowe, précédé d'une étude dans laquelle il insiste sur l'analogie existant entre l'époque contemporaine et l'univers du théâtre élisabéthain : « Aujourd'hui comme alors, il y a des âmes monstrueuses et superbes, pour qui le monde est tout à la fois un lupanar et un champ de bataille ». Pour cette traduction il reçoit en 1890 le prix Langlois de l'Académie française.
En 1891 est édité Jeanne d'Arc en Angleterre, un ouvrage consacré aux textes écrits depuis le XVe siècle par des auteurs britanniques sur la pucelle d'Orléans.
En 1899, il publie dans la Revue historique un article sur la Compagnie du Saint-Sacrement, dans lequel il évoque, dans les dernières pages, l'affaire du Tartuffe. Cet article provoque une controverse avec les milieux catholiques, qui lui reprochent de la présenter « comme une société secrète, une association mystérieuse ».
Membre de la Société de l'histoire de la Révolution, il publie dans La Révolution française, revue historique dirigée par Alphonse Aulard, des articles sur les rapports entre l'Angleterre et la France pendant la Révolution française. Il y fait notamment la recension du Thomas Paine (1737-1809) et la Révolution dans les deux Mondes de Moncure Daniel Conway en 1898 et 1899, avant de s'atteler à la traduction de cet ouvrage, qu'il achève avant de mourir et qui paraît en 1900 dans une version corrigée, remaniée et augmentée par rapport à l'original en association avec l'auteur.
Membre de la Société historique du VIe arrondissement de Paris, association fondée en février 1898 par Félix Herbet (1847-1917), ancien chartiste, avocat et maire de l'arrondissement (1894-1917), il donne des conférences d'histoire locale et d'histoire littéraire sur un « Épisode historique de la Foire Saint-Germain (10 février 1618) » en 1898, « Pahin de La Blancherie et le Salon de la Correspondance » et l'« Histoire du district des Petits-Augustins » en 1899. Celles-ci sont publiées dans le bulletin de la société.
Décédé à l'âge de 65 ans, il est inhumé dans le cimetière de Bagneux (22e division).

## Distinctions
- Officier d'Académie par arrêté du ministre de l'Instruction publique et des Beaux-arts Léon Bourgeois en juillet 1890[18].

## Œuvres
- L'Abbé Simon Foucher : chanoine de la Sainte-Chapelle de Dijon : étude philosophique, Paris, Librairie académique, Didier et Cie, 1867 (lire en ligne)
- Le Père Hyacinthe et le libéralisme clérical, Paris, Armand Le Chevalier, 1869, 39 p. (lire en ligne)
- Sir William Hamilton, extrait de la Revue contemporaine, tome LXXVI, 1869, 548 p.
- Shelley : sa vie et ses œuvres, Paris, Nouvelle Librairie Parisienne, Albert Savine, 1887 (traduit l'année suivante en anglais sous le titre Shelley: the man and the poet à Chicago par A. C. McClurg and company et à Londres par Ward and Downey)
- Les Maîtresses authentiques de Lord Byron, Paris, Albert Savine, 1890 (réédition chez Stock en 1924)
- Jeanne d'Arc en Angleterre, Paris, Albert Savine, 1891, VIII-[9]-376 (lire en ligne)
- Shakespeare acteur, Paris, 1892, extrait du Magazine français illustré, p. 23-42
- Épisode historique de la Foire Saint-Germain (10 février 1618), Paris, Société historique du VIe arrondissement de Paris, 1898, 12 p., extrait du : Bulletin de la Société historique du VIe arrondissement de Paris, p. 65-76
- Une société secrète catholique au XVIIe siècle, Nogent-le-Rotrou, Imprimerie de Daupeley-Gouverneur, 1899, 62 p., extrait de la Revue historique, tome LXXI, 1899

## Traductions
- Percy Bysshe Shelley, Œuvres poétiques complètes, tome 1 : Reine Mab, Alastor ou l'esprit de la solitude, Laon et Cythna, Rosalinde et Hélène, Vers écrits au milieu des montagnes euganéennes, Julien et Maddalo, traductions précédées d'une étude historique et critique sur la vie et les œuvres de Shelley, Paris, Albert Savine, 1885
- Percy Bysshe Shelley, Œuvres poétiques complètes, tome 2 : Les Cenci, Prométhée délivré, La Magicienne de l'Atlas, Epipsychidion, Adonais, Hellas, Paris, Albert Savine, 1887
- Percy Bysshe Shelley, Œuvres poétiques complètes, tome 3 : « Petits poèmes et fragments », « défense de la poésie », Paris, Albert Savine, 1887
- Edgar Allan Poe Derniers contes, Paris, Albert Savine, 1887
- George Moore, Terre d'Irlande, Paris, Georges Charpentier, 1887
- Aristophane, Les Oiseaux, traduction nouvelle, Paris, Parvillez, 1888
- Christopher Marlowe, Théâtre, avec une préface par Jean Richepin, Paris, Nouvelle librairie parisienne, 1889, prix Langlois de l’Académie française en 1890.
- Moncure Daniel Conway, Thomas Paine (1737-1809) et la Révolution dans les deux Mondes, Paris, Plon-Nourrit, 1900.